# Tafí Viejo
Tafí Viejo – miasto w Argentynie w prowincji Tucumán.
W 2015 roku miasto liczyło 44,8 tys. mieszkańców.